# Fahn (Overath)
Fahn ist ein Ortsteil von Marialinden in der Stadt Overath im Rheinisch-Bergischen Kreis in Nordrhein-Westfalen, Deutschland.

## Lage und Beschreibung
Der Weiler Fahn mit einem kleinen Neubau-Wohngebiet liegt an der Landesstraße 360, der alten Brüderstraße. Mit den nahegelegenen Ortschaften Großoderscheid, Siefen, Krampenhöhe, Oderscheiderberg und Oderscheiderfeld gehört Fahn zu den Feuchtgebieten im Marialinder Riedelland, in denen seltene Tierarten und Pflanzen zu finden sind. Beim Ort befindet sich der Quellbereich des Kleinen Naafbachs.

## Geschichte
Die Topographia Ducatus Montani des Erich Philipp Ploennies, Blatt Amt Steinbach, belegt, dass der Wohnplatz 1715 eine Hofstelle besaß, die als Fahn beschriftet ist. Carl Friedrich von Wiebeking benennt die Hofschaft auf seiner Charte des Herzogthums Berg 1789 ebenfalls als Fahn. Aus ihr geht hervor, dass der Ort zu dieser Zeit Teil der Honschaft Oderscheid im Kirchspiel Overath war.
Der Ort ist auf der Topographischen Aufnahme der Rheinlande von 1825 als Fahn verzeichnet. Die Preußische Uraufnahme von 1845 zeigt den Wohnplatz auch unter dem Namen Fahn. Ab der Preußischen Neuaufnahme von 1892 ist der Ort auf Messtischblättern regelmäßig als Fahn verzeichnet.
1822 lebten vier Menschen im als Haus kategorisierten Ort, der nach dem Zusammenbruch der napoleonischen Administration und deren Ablösung zur Bürgermeisterei Overath im Kreis Mülheim am Rhein gehörte. Im Jahr 1830 wird der Ort weiterhin als (Einzel-)Haus angegeben. Der 1845 laut der Uebersicht des Regierungs-Bezirks Cöln als Fahn bezeichnete und als Hof kategorisierte Ort besaß zu dieser Zeit ein Wohngebäude mit elf Einwohnern, alle katholischen Bekenntnisses. Die Gemeinde- und Gutbezirksstatistik der Rheinprovinz führt Fahn 1871 mit einem Wohnhaus und vier Einwohnern auf. Im Gemeindelexikon für die Provinz Rheinland von 1888 werden für Fahn ein Wohnhaus mit neun Einwohnern angegeben. 1895 besitzt der Ort ein Wohnhaus mit neun Einwohnern und gehörte konfessionell zum katholischen Kirchspiel Marialinden, 1905 werden ein Wohnhaus und sechs Einwohner angegeben.

## Einzelnachweise

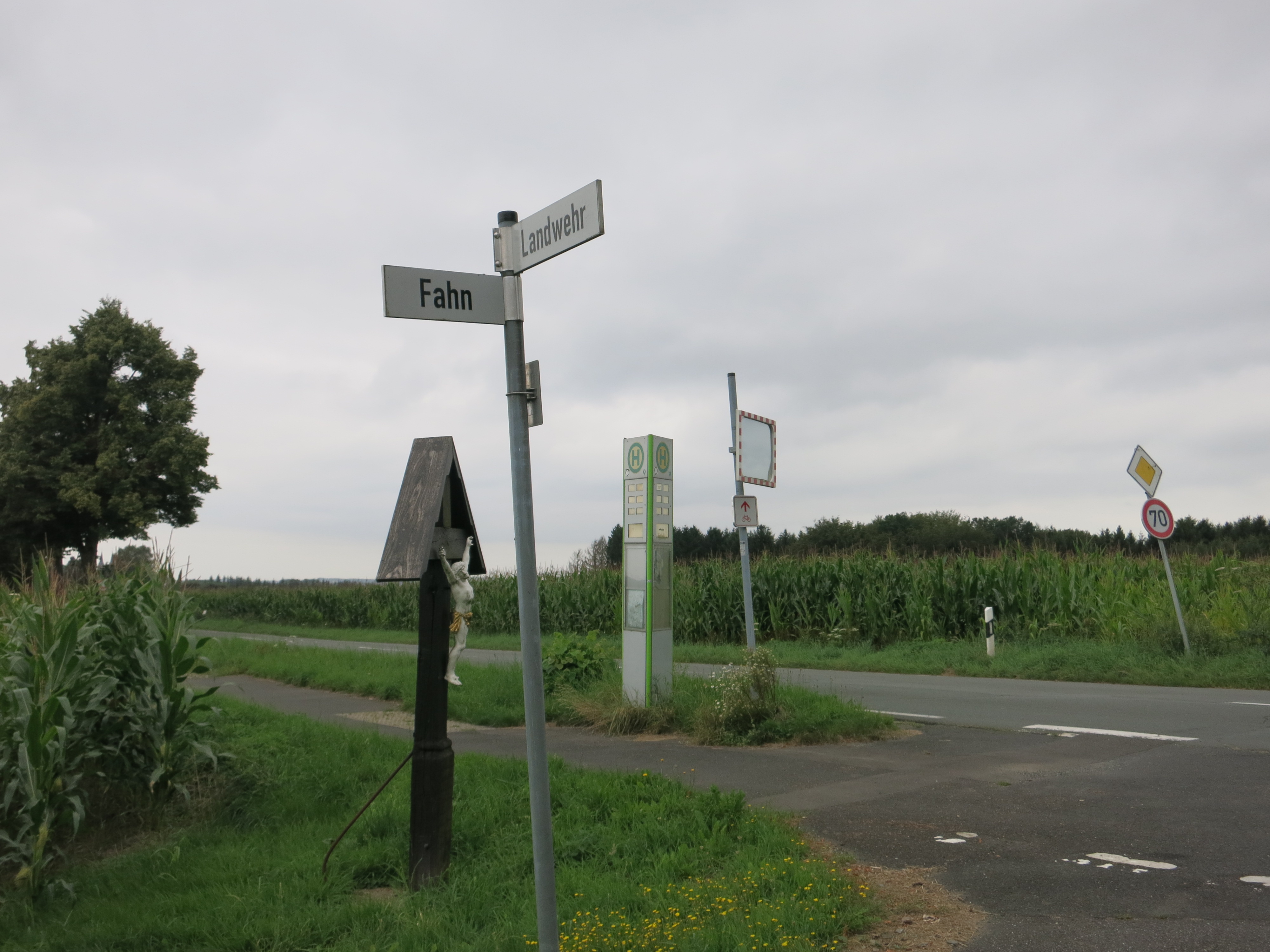
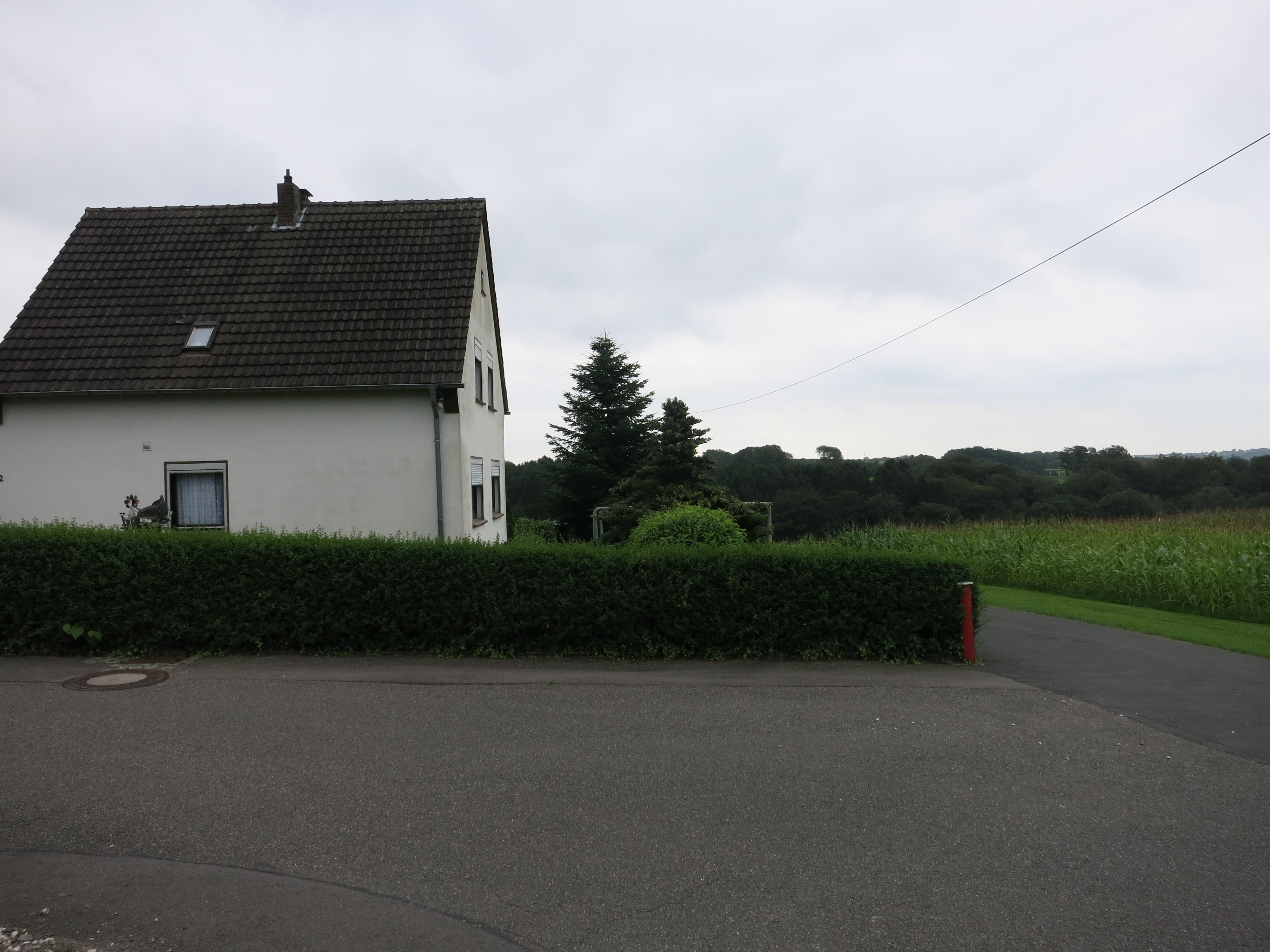
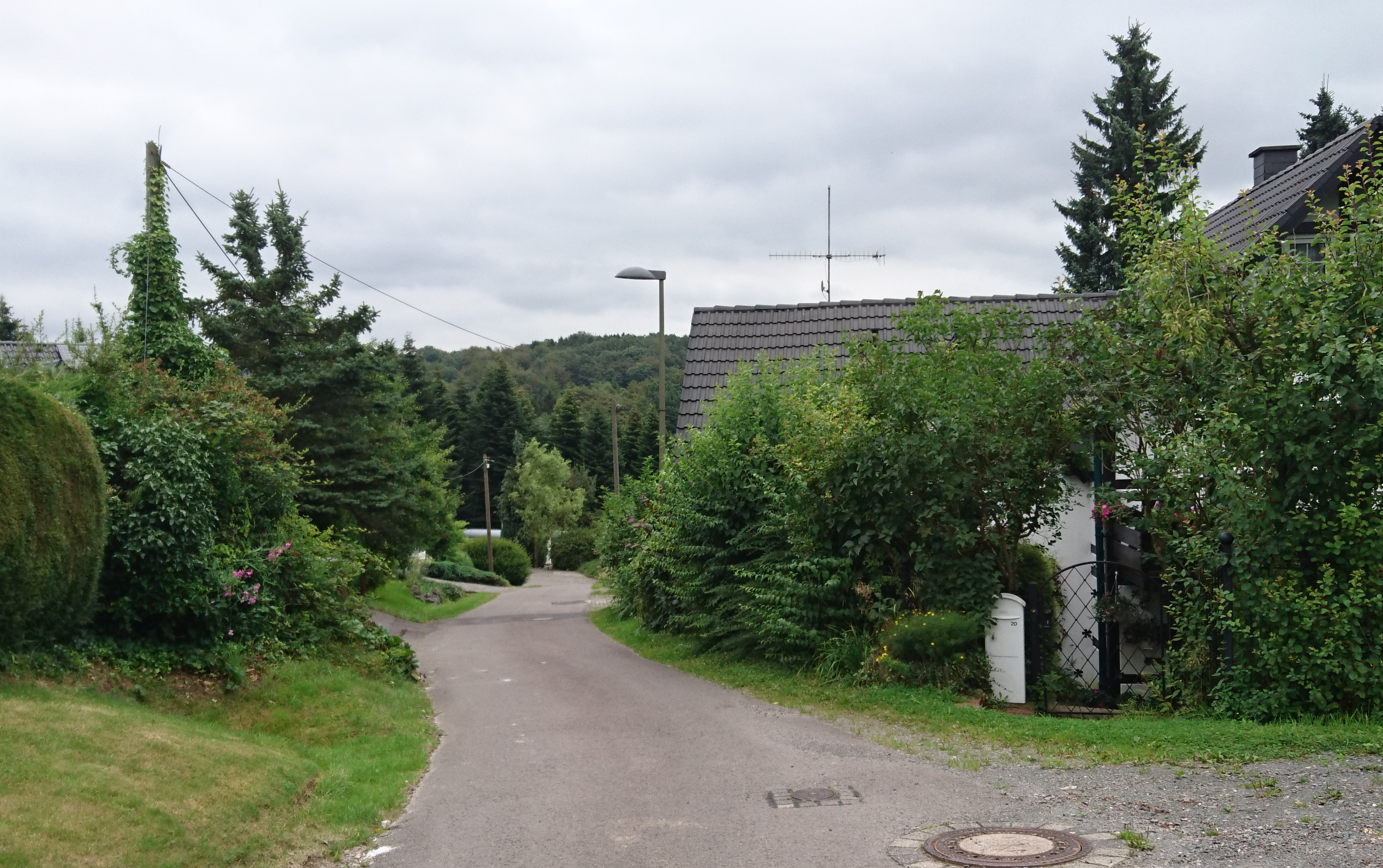